# Джойс, Лючия
Анна Лючия Джойс (англ. Lucia Anna Joyce; 26 июля 1907, Триест — 12 декабря 1982, Нортгемптон) — писательница и профессиональная танцовщица, дочь ирландского писателя Джеймса Джойса и Норы Барнакл.

## Биография
Анна Лючия Джойс родилась в Триесте в 4 часа утра 26 июля 1907 года, в праздник Святой Анны. По этой причине имя Анна стало её вторым именем; кроме того, так звали её бабушку по матери.
Итальянский был основным языком Лючии; именно на этом языке она переписывалась с отцом. Изучала балетное искусство в раннем подростковом возрасте, и в конце концов стала ученицей известной танцовщицы Айседоры Дункан. Симптомы психического заболевания стали проявляться у Лючии в 1930 году, примерно в то время, когда она познакомилась с писателем Сэмюэлем Беккетом, в которого была влюблена, но без взаимности. С 1934 года психиатр Карл Густав Юнг был её лечащим доктором, и диагностировал у неё шизофрению; лечение проходило в психиатрической клинике «Бургхёльцли» в Цюрихе. Умерла в 1982 году, в Больнице Святого Андрея в Нортгемптоне, Англия, где провела три десятилетия.